# 러시아-리투아니아 관계
러시아-리투아니아 관계는 러시아와 리투아니아 간의 양자 관계이다. 이 관계는 중세 시대로 거슬러 올라가는 길고 격동적인 역사로 특징지어진다. 현대의 관계는 대부분 적대적이다. 두 국가는 칼리닌그라드주를 통해 국경을 접하고 있다. 리투아니아는 모스크바에 대사관을, 칼리닌그라드와 소베츠크에 영사관을 두고 있으며, 러시아는 빌뉴스에 대사관을 두고 있다.
오늘날 양국 간의 인구와 영토 규모의 차이에도 불구하고, 과거에는 리투아니아 (폴란드-리투아니아 연방의 일부로서)와 러시아 (모스크바 대공국을 포함한 전신 포함)가 보다 대등한 지역 강국으로서 동유럽의 패권을 두고 경쟁하였다. 양국은 수차례 전쟁을 벌였으며, 중세 후반에는 리투아니아가 현재 러시아 영토의 상당 부분을 지배하였고, 근대 후반에는 러시아가 리투아니아 대부분을 지배하였다.
2022년 러시아의 우크라이나 침공과 부차 학살에 대한 대응으로, 리투아니아는 2022년 4월, 외교 관계를 격하하고 러시아 대사를 추방하였다. 2022년 기준, 양국 간의 관계는 최소한의 수준으로 축소되었다.

## 역사

### 현대
1991년 7월 27일, 러시아 정부는 리투아니아를 재인정했고, 두 국가는 1991년 10월 9일 외교 관계를 재수립했다. 보리스 옐친 대통령과 최고평의회 의장 비타우타스 란즈베르기스는 경제적 유대에 대해 논의하기 위해 만났다. 러시아 군대는 리투아니아에 추가로 3년 동안 남아 있었는데, 옐친이 러시아계 소수민족 문제를 병력 철수와 연계시켰기 때문이다. 리투아니아는 1993년 8월, 자국 영토에서 러시아 군대가 철수한 첫 번째 국가가 되었다. 독립이 재수립된 이후, 리투아니아 지도자 중 모스크바를 방문한 이는 두 명뿐이다. 알기르다스 브라자우스카스는 1997년에, 발다스 아담쿠스는 2001년과 2005년에 방문했다. 1999년에 예정되었던 모스크바 방문은 옐친의 병환으로 인해 취소된 것으로 알려졌다. 첫 전화 통화는 2009년에 달리아 그리바우스카이테와 드미트리 메드베데프 사이에 이루어졌다.
러시아의 우크라이나 군사 개입 이후, 지정학적 환경에 대한 우려로 인해 리투아니아는 러시아와의 군사 충돌 가능성에 대비하기 시작했다. 2014년 12월, 러시아는 인근 칼리닌그라드에서 55척의 해군 함정과 9,000명의 병력을 동원한 군사 훈련을 실시했다. 2015년, 리투아니아 국방참모총장 요나스 비타우타스 주카스는 리투아니아군의 병력 강화를 위해 2008년에 종료되었던 징병제를 재도입할 계획을 발표했다. 이 계획은 성공했으며, 현재 (2010년대 후반 기준) 징집자의 대부분은 자원자로 구성되어 있고, 의무 징집 대상자는 약 10%에 불과하다. 국방부는 시민들이 무력 충돌이나 점령의 가능성에 대비할 수 있도록 98쪽 분량의 지침서를 발간하기도 했다. 2017년에는 NATO의 전진 배치 강화 부대가 리투아니아를 포함한 동부 전선의 다른 NATO 회원국들에 배치되었다.

## 무역
2021년, 러시아는 리투아니아로 45억 6천만 달러어치의 상품을 수출했으며, 원유가 주요 품목이었다. 리투아니아로부터의 수입은 41억 4천만 달러였고, 와인이 주요 품목이었다. 1995년부터 2021년까지 러시아의 수출은 연평균 6.04% 증가했으며, 리투아니아의 수출은 평균 8.06% 증가했다.